# Tadeusz Tomaszewski (cichociemny)

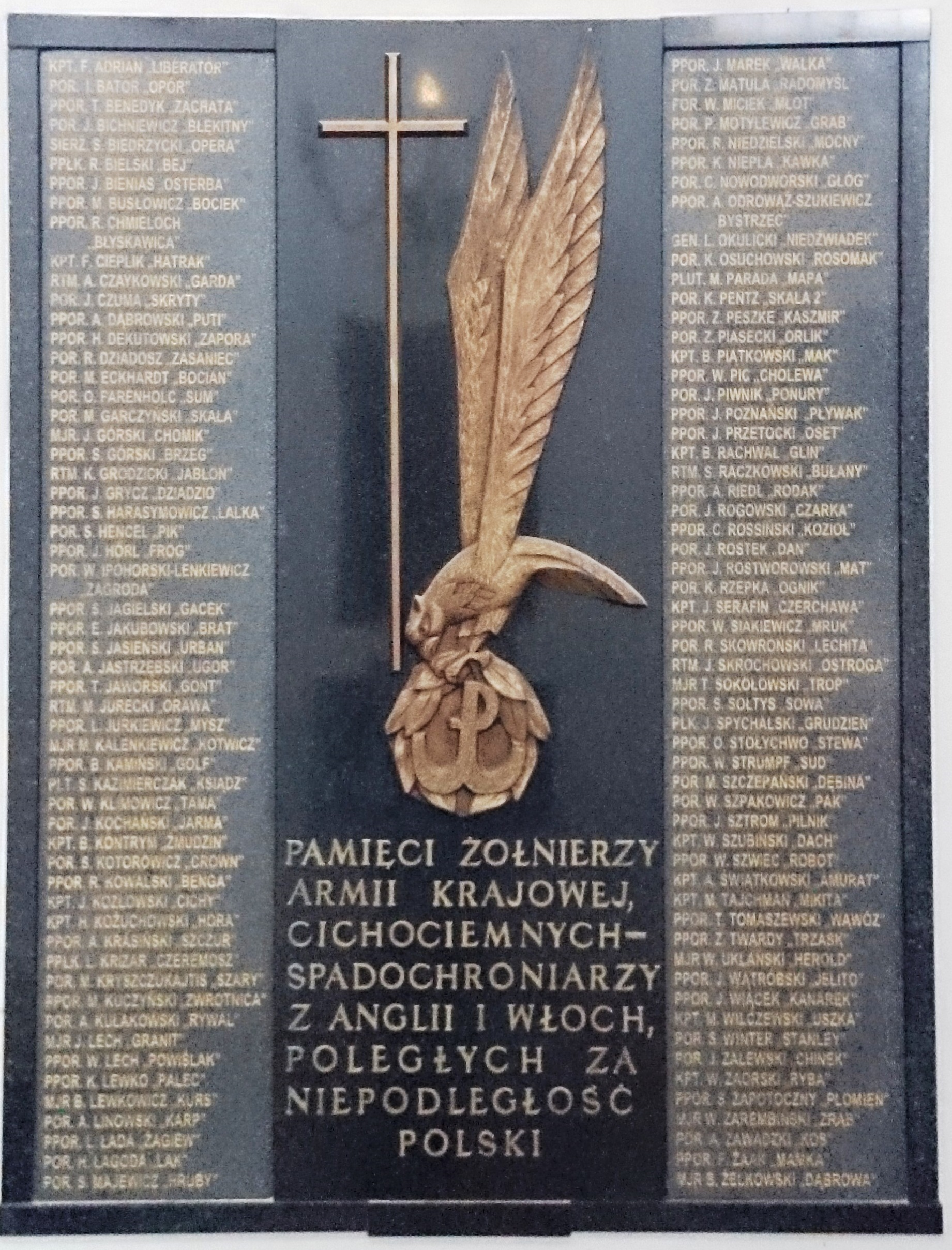
Tablica w kościele św. Jacka w Warszawie, upamiętniająca poległych cichociemnych, w tym Tadeusza Tomaszewskiego

Tadeusz Stanisław Tomaszewski ps.: Wąwóz, Parów (ur. 1 stycznia 1917 w Płocku, prawdopodobnie zamordowany po 5 sierpnia 1944 w Warszawie, podczas rzezi Woli) – żołnierz Wojska Polskiego II RP, Polskich Sił Zbrojnych, oficer Armii Krajowej, uczestnik kampanii wrześniowej, powstania warszawskiego, podporucznik piechoty, cichociemny. Znajomość języków: angielski. Zwykły Znak Spadochronowy nr 3077.

## Życiorys
Był synem Bronisława, dependenta (pomocnika) hipotecznego, i Kazimiery z domu Kurowskiej. Uczył się w Gimnazjum im. Stanisława Małachowskiego w Płocku, w roku 1937 zdał egzamin dojrzałości. Od 1938 roku słuchacz Dywizyjnego Kursu Podchorążych Rezerwy 28 DP przy 15 Pułku Piechoty w Dęblinie. Po jego ukończeniu od 24 sierpnia 1939 roku przydzielony do 36 Pułku Piechoty Legii Akademickiej. 
W kampanii wrześniowej do 18 września przydzielony do (prawdopodobnie) 1 batalionu 36 Pułku Piechoty Legii Akademickiej,  w składzie 28 Dywizji Piechoty (Armia „Łódź”). Uczestniczył w walkach na linii obrony Ożarów – Wierzbice – Popowice – Kadłub, od 2 września na linii Masłowice – Chotów – Gaszyn – Krzyworzeka, od 3 września wzdłuż rzeki Warty na linii: Rychłocice – Strumiany – Burzenin. Do 29 sierpnia na pozycjach wzdłuż linii: Górki Grabieńskie – Grabno – Zamość. Od 6 września odwrót w kierunku na Pabianice, ciężka walka m.in. z udziałem niemieckich czołgów 7 września w rejonie miejscowości Czyżeminek, następnie odwrót w kierunku na Skierniewice, później Brwinów i Puszcza Kampinoska. 
19 września przekroczył granicę polsko-węgierską, 12 maja 1940 roku dotarł do Francji. Wstąpił do Polskich Sił Zbrojnych, przydzielony do 8 Pułku Piechoty, awansowany na stopień kaprala podchorążego. Po upadku Francji ewakuowany, od 22 czerwca 1940 roku w Wielkiej Brytanii,  od lipca przydzielony do 1 Batalionu Strzelców Podhalańskich. Od 11 marca do czerwca 1942 roku w Szkole Kierowców Samochodowych przy 1 Brygadzie Strzelców. Od 17 maja 1943 roku był na stażu w oddziałach brytyjskich. Od 5 października 1943 roku przeniesiony do Sekcji Dyspozycyjnej Sztabu Naczelnego Wodza.
Zgłosił się do służby w kraju. Przeszkolony  ze specjalnością w dywersji na kursach specjalnych dla kandydatów na cichociemnych, m.in. dywersyjno-strzeleckim (STS 25, Inverlochy), commando, łączności (STS 23A), łączności lotnik-ziemia: Eureca-Rebecca i S-Phone (STS 40,  Howbury Hall), spadochronowym (STS 51, Ringway), walki konspiracyjnej, odprawowym (STS 43, Audley End), i in. Zaprzysiężony na rotę ZWZ/AK  23 września 1943 roku w Chicheley przez szefa Oddziału VI(Specjalnego) Sztabu Naczelnego Wodza, awansowany na stopień podporucznika ze starszeństwem od 1 marca 1944 roku. Przerzucony na stację wyczekiwania Głównej Bazy Przerzutowej w Latiano nieopodal Brindisi we Włoszech. 
Skoczył ze spadochronem do okupowanej Polski w nocy 30/31 maja 1944 roku w sezonie operacyjnym „Riposta”, w operacji lotniczej „Weller 30”, dowodzonej przez mjra naw. Eugeniusza Arciuszkiewicza, z samolotu Halifax JP-222 „E” (1586 Eskadra PAF), na placówkę odbiorczą „Paszkot” 106 (kryptonim polski, brytyjskie oznaczenie numerowe pinpoints), w okolicach miejscowości Żołynia, 7 km od Łańcuta. Razem z nim skoczyli: mjr Adolf Łojkiewicz ps. Ryś, ppor. Maksymilian Klinicki ps. Wierzba 2, por. Karol Pentz ps. Skała 2, ppor. Feliks Perekładowski ps. Przyjaciel 2, mjr Stanisław Trondowski ps. Grzmot 2.
W powstaniu warszawskim przydzielony do plutonu „Motyla” batalionu „Czata 49" Zgrupowania „Radosław”; batalion utworzono z połączenia Centrali Zaopatrzenia Terenu, IV Oddziału Komendy Głównej AK, 27 Wołyńskiej Dywizji Piechoty AK oraz cichociemnych znajdujących się w stolicy, czekających na przydział.  Ciężko ranny na Woli 5 sierpnia w czasie natarcia zgrupowania Kedywu, w rejonie ulic: Tyszkiewicza – Gostyńska – Płocka – Działdowska. Umieszczony w szpitalu, prawdopodobnie zamordowany przez Niemców podczas rzezi Woli.

## Awanse
- kapral podchorąży – maj 1940
- podporucznik – ze starszeństwem od 1 marca 1944

## Odznaczenia
- Krzyż Walecznych – czterokrotnie, 1 lipca 1944

## Upamiętnienie
W lewej nawie kościoła św. Jacka przy ul. Freta w Warszawie odsłonięto w 1980 roku tablicę Pamięci żołnierzy Armii Krajowej, cichociemnych – spadochroniarzy z Anglii i Włoch, poległych za niepodległość Polski. Wśród wymienionych 110 poległych cichociemnych jest Tadeusz Tomaszewski.